# Jaleo (baile)

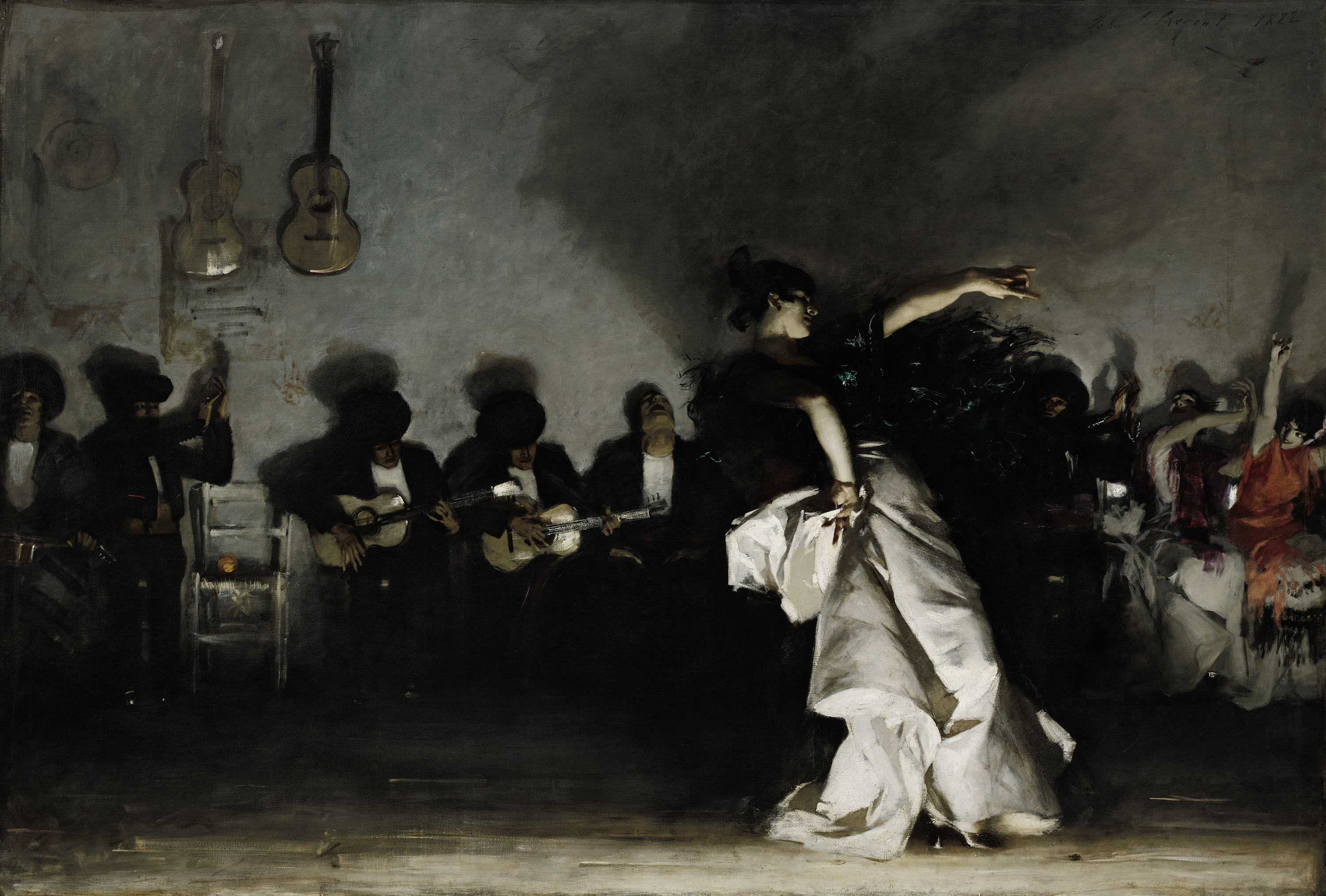
El Jaleo, John Singer Sargent, 1882.

El baile jaleo es la danza española correspondiente al Cante Jaleo, un palo del flamenco.
•véase también Flamenco
- Datos: Q5874172